# Tipula donaldi
Tipula donaldi är en tvåvingeart som beskrevs av Alexander 1965. Tipula donaldi ingår i släktet Tipula och familjen storharkrankar. Inga underarter finns listade i Catalogue of Life.